# Redbald en Wulfram
Redbald en Wulfram is een Friese sage en is opgetekend in Friesche sagen van Theun de Vries.

## Het verhaal
Koning Redbald van de koningsstins te Medemblik offert enkel aan de goden van het Walhal en beschimpt de leer van het kruis. Zo deden alle heldenkoningen, maar alleen hij is beschreven als Gods vijand in de perkamenten van de kloosterlingen. Zendeling Wulfram moet van Frankenhertog Karel Martel naar de Friese gouwen en wint veel aanhangers. Hij komt ook bij Redbald en die wil naar de Christenkapel om zich te laten dopen. Wulfram stelt de koning voor de volgende dag naar Staveren te komen, daar is een kleine kerk. In Stavostad wordt alles in gereedheid gebracht en de koning trekt de volgende ochtend door de poorten. De stedelingen zien de stoet en de heidenen zijn vol toorn, maar de misbezoekers roepen heilkreten.
Redbald buigt het hoofd bij het altaar en de mis wordt gelezen en de litanijen worden gezongen. Dan menigte kijkt hoe de mantel van de schouders van de Friese koning wordt gehaald, ze zien hem in een wit doopgewaad. Dan vraagt de koning voor hij zich laat kerstenen wat er met gebeurt met mensen die zich laten dopen en met mensen die dat niet hebben gedaan. De prediker vertelt dat de eersten in de hemel komen en de laatsten in de hel. Redbald zegt bij zijn voorvaderen horen en offert alleen aan Odin en Thonar. Hij neemt zijn koningsmantel van de misdienaar, pakt zijn slagzwaard en loopt de christenkapel uit.
De Franken schreven later dat enkele dagen na de mislukte doop de eerste lente-maan van het jaar was. Jonge kinderen dansen met bloemenkransen, gewonden van hand tot handen, de reien van het voorjaar. Op Ameland ontsluimert god Fosite en overal is feestelijk gerucht. In Staveren richten heidepriesters een groot feest aan en een jonge man wordt gekozen als lente-offer voor de goden van Walhal. Het lot wordt geworpen en treft Odo, een edelman van hoge komaf. Hij wordt naar de grote tempel gebracht en moet daar blijven tot hij geofferd wordt. Odo is een vriend van bisschop Wulfram en zou worden gedoopt.
Odo gaat naar de tempel en gekerstenden sluiten zich aan, maar ook mensen die Odo een goed hart toedragen. De opperpriester zegt dat de beslissing over Odo's dood of leven bij koning Redbald ligt, die in de stad is voor het offerfeest. Wulfram laat dan de menigte uiteengaan. De volgende dag is het feest en de wind waait uit het westen. De tempels zijn vanaf de vroege morgen open en de altaren zijn met kransen versierd. Een bonte kleurigheid van klederdrachten loopt door de straten en koning Redbald wordt door lijfwachten omringd. Ze gaan naar de offerheuvel buiten de stad en Odo is daar de vorige avond al heen gebracht. Wulfram gaat met een diaken naar de plek en ze zien hoe Odo naar de heuveltop wordt geleid. De opperpriester gooit een henneptouw rond de hals en wurgt Odo.
Het lichaam wordt op het blok gelegd en de opperpriester Wulfram zegt dan dat hij de man weer levend kan maken als Redbald zich zal bekeren. Redbald gelooft hem niet en laat hem een poging doen en belooft zich te laten dopen. De heidenpriester zegt dat een god of mens een dode niet tot leven kan wekken en waarschuwt de koning voor de christenprediker. Redbald knielt neer en spreekt woorden en een schaduw vliegt over de offerheuvel en Odo doet zijn ogen open. De heidenen gaan weg met woede in hun hart en Wulfram tilt het lichaam op en doopt het en wijdt het zelfs tot priester. Redbald vergat de belofte van de doop en na enkele dagen hoorden de Friezen dat hij door lijfs- en zielenpijnen gestorven was.

## Achtergronden
- Reien van het voorjaar dansen, zie reidans.
- Het lot werpen is een manier van voorspellen, zie mantike.
- Op Ameland was een bron gewijd aan Fosite, er waren ook witte geheiligde herten.